# Ilha Dikson
Ilha Dikson (em russo:  Ди́ксон), inicialmente Dickson, é o nome de uma ilha no distrito de Taymyrsky Dolgano-Nenetsky (em russo:  Таймы́рский Долга́но-Не́нецкий райо́н), Krai de Krasnoyarsk, Rússia, situado no Mar de Kara, perto da foz do rio Yenisei. O assentamento urbano próximo e homônimo de Dikson funciona como um porto e centro hidrometeorológico e está localizado no continente em frente à ilha.
A Ilha Dikson e o assentamento urbano adjacente receberam o nome em homenagem ao pioneiro sueco do Ártico, Barão Oscar Dickson. No século XVII a ilha era conhecida como Dolgy ("longa") ilha, ou Kuzkin, em homenagem ao seu descobridore pomor. Em 1875, o explorador finlandês Adolf Erik Nordenskiöld renomeou-a em homenagem ao rico comerciante e filantropo sueco de origem escocesa Oskar Dickson. O nome foi logo russificado, eliminando o "c". Dikson é o nome oficial da ilha desde 1884.
Em 1915, a ilha se tornou o local da primeira estação de rádio russa no Ártico . O porto marítimo no continente foi construído em 1935 e, em 1957, os dois assentamentos foram fundidos em um.
Durante a Segunda Guerra Mundial, a cidade foi bombardeada pelos nazistas em agosto de 1942 durante a Operação Wunderland. A Ilha Dikson foi um dos destinos de transferência para a deportação da Letônia em março de 1949.